# Gerhard Kapitän
Gerhard Kapitän (Meißen, 23 aprile 1924 – Siracusa, 25 novembre 2011) è stato un archeologo ed etnografo tedesco, fra i padri dell'archeologia subacquea mondiale.

## Gli anni della formazione e delle prime ricerche
Nato nella città sassone di Meißen, studiò arti figurative presso l'Accademia di Belle Arti di Dresda e, dal 1950 al 1953, storia e archeologia alla Humboldt Universität di Berlino Est. In seguito collaborò con l'Ufficio per la conservazione dei monumenti della capitale della Germania orientale e ottenne l'incarico di eseguire ricerche archeologiche subacquee per conto dell'Accademia delle Scienze della DDR. Nel biennio 1957-58 studiò le strutture sommerse situate in prossimità dell'isolotto di Basiluzzo, presso Panarea, nelle isole Eolie. La presentazione dei risultati delle ricerche eoliane al II Congresso Internazionale di Archeologia Sottomarina (Albenga, 1958) costituì l'occasione del fondamentale incontro con l'allora soprintendente alle antichità della Sicilia sudorientale, l'archeologo Luigi Bernabò Brea. Quest'ultimo lo invitò, già nell'estate dello stesso anno, ad intraprendere attività di ricerca nelle acque del territorio di competenza della sua soprintendenza, soprattutto nel siracusano.
Di recente il saggista Salvo Sorbello ha proposto di intitolargli il museo di archeologia subacquea di Marzamemi, nei cui fondali marini nel 1959 è stata ritrovata una chiesa di epoca bizantina, del tempo di Giustiniano.